# Laojie (sockenhuvudort i Kina, Yunnan Sheng, lat 26,58, long 103,05)
Laojie är en sockenhuvudort i Kina. Den ligger i provinsen Yunnan, i den sydvästra delen av landet, omkring 170 kilometer norr om provinshuvudstaden Kunming. Antalet invånare är 17 412. Befolkningen består av 8 170 kvinnor och 9 242 män. Barn under 15 år utgör 28,0 %, vuxna 15-64 år 62 %, och äldre över 65 år 9,0 %.
Runt Laojie är det tätbefolkat, med 683 invånare per kvadratkilometer. Närmaste större samhälle är Gangou, 12,1 km sydost om Laojie. Trakten runt Laojie består till största delen av jordbruksmark.
Genomsnittlig årsnederbörd är 898 millimeter. Den regnigaste månaden är juli, med i genomsnitt 197 mm nederbörd, och den torraste är januari, med 6 mm nederbörd.